# Sweet Talker (singolo Jessie J)
Sweet Talker è un brano musicale della cantautrice inglese Jessie J, pubblicato il 1º dicembre 2014 dalla Republic Records e dalla Lava Records solo in Irlanda e nel Regno Unito, come singolo promozionale dell'album omonimo. La cantante ha eseguito live la canzone il 1º giugno 2014 insieme ad Ain't Been Done, Keep Us Together e You Don't Really Know Me.

## Promozione
Il 13 ottobre 2014, Jessie J ha pubblicato sul suo canale VEVO il video di una versione acustica di Sweet Talker, registrata in studio mentre, per le festività natalizie del 2014, lo ha eseguito in occasione del Jingle Bell Ball, concerto che si svolge ogni anno a dicembre, sponsorizzato dalla Capital FM Radio. La copertina del singolo mostra Jessie J su uno sfondo bianco, in piedi, mentre indossa un abito di colore dorato.